# Fantina Polo
Fantina Polo (Venezia, 1303 – fra il 1375 e il 1385) è stata una nobildonna italiana della Repubblica di Venezia. Oltre ad essere nota per essere una delle figlie del più celebre esploratore del medioevo, viene ricordata soprattutto per essere stata la promotrice di una delle prime azioni giuridiche civili a tutela di una donna singola.
Da recenti indagini effettuate a cura dell’Università Ca’ Foscari si è appurato come Fantina sia la secondogenita di Marco Polo, proprio dal momento in cui è stato rinvenuto, grazie allo studio meticoloso dell’archivista e ricercatore Marcello Bolognari nell’ambito del progetto BIFLOW diretto dal professore Antonio Montefusco, un testamento del 1319 in cui la figlia primogenita Agnese (nata presumibilmente tra il 1295 e il 1299 da una precedente relazione), prima di morire, chiede al suo famoso padre di curare personalmente le sue ultime volontà in favore dei propri cari congiunti.

## Biografia
Patrizia veneziana, prima figlia di Marco Polo e Donata Badoer.
Dopo la morte del padre, Fantina è costretta a cedere, a favore del marito Marco Bragadin la gestione di tutti i suoi beni, anche quelli affidati a lei direttamente ed esclusi dalla sua dote. Nonostante lo stesso Bragadin prometta di restituirle quanto le apparteneva di diritto, fino alla propria morte, la priverà sempre dei suoi beni paterni. Dopo la scomparsa del coniuge, Fantina, per evitare di vedersi tolta ogni cosa a favore della famiglia del marito, si rivolge alla magistratura veneziana. Con l'aiuto del testamento paterno riesce, davanti ai giudici Marco Dandolo, Giovanni Michiel e Natale Ghezzo, a imporsi su Andrea Contarini e Niccolò Morosini, entrambi Procuratori di San Marco, e a farsi rifondere un risarcimento pecuniario per le spese del processo ed a riottenere quanto le era stato donato dallo stesso padre. 